# Władimir Fietin
Władimir Aleksandrowicz Fietin (ros. Влади́мир Алекса́ндрович Фе́тин , ur. 1925, zm. 1981) – radziecki reżyser filmowy. Zasłużony Działacz Sztuk RFSRR.
Znany w Polsce z takich filmów jak: Tygrysy na pokładzie, Opowieść znad Donu i Wiryneja.
Ukończył WGIK. Jego film dyplomowy Źrebak wg opowiadania Michaiła Szołochowa otrzymał nagrodę na Międzynarodowym Festiwalu Filmów Krótkometrażowych w Oberhausen.

## Wybrana filmografia
- 1959: Źrebak
- 1961: Tygrysy na pokładzie
- 1964: Opowieść znad Donu
- 1968: Wiryneja
- 1976: Kobietka[1]
- 1979: Opowieść z tajgi
- 1981: Zagubiony wśród ludzi